# 1900–1901-es holland labdarúgó-bajnokság (első osztály)
Az 1900–1901-es Holland Labdarúgó Bajnokság volt a 13. alkalommal megrendezett, legmagasabb szintű labdarúgó-bajnokság Hollandiában. A szezonban 15 klubcsapat vett részt.
A címvédő a HVV Den Haag volt. A bajnokságot újra a HVV Den Haag csapata nyerte meg.

## Új Csapatok
Keleti csoport
- Koninklijke UD, egy szezon kihagyás után visszatért

Nyugati csoport
- Rapiditas Rotterdam, egy szezon kihagyás után visszatért
- Velocitas

## A szezon

### Keleti csoport
| Hely. | Csapat              | M  | Gy | D | V | G+ | G– | Gk  | P  | Továbbjutás vagy kiesés |
| ----- | ------------------- | -- | -- | - | - | -- | -- | --- | -- | ----------------------- |
| 1.    | Victoria Wageningen | 12 | 9  | 2 | 1 | 44 | 12 | +32 | 20 | Továbbjutott a döntőbe  |
| 2.    | Hercules            | 12 | 6  | 4 | 2 | 30 | 17 | +13 | 16 |                         |
| 3.    | PW                  | 12 | 5  | 4 | 3 | 43 | 27 | +16 | 14 |                         |
| 4.    | Vitesse Arnhem      | 12 | 5  | 1 | 6 | 29 | 28 | +1  | 11 |                         |
| 5.    | Quick Nijmegen      | 12 | 4  | 2 | 6 | 23 | 37 | −14 | 10 |                         |
| 6.    | Go Ahead Wageningen | 12 | 4  | 2 | 6 | 26 | 41 | −15 | 10 |                         |
| 7.    | Koninklijke UD      | 12 | 0  | 3 | 9 | 9  | 42 | −33 | 3  |                         |

### Nyugati csoport
| Hely. | Csapat                    | M  | Gy | D | V  | G+ | G– | Gk  | P  | Továbbjutás vagy kiesés |
| ----- | ------------------------- | -- | -- | - | -- | -- | -- | --- | -- | ----------------------- |
| 1.    | HVV Den Haag              | 14 | 11 | 2 | 1  | 54 | 12 | +42 | 24 | Továbbjutott a döntőbe  |
| 2.    | Velocitas                 | 14 | 8  | 5 | 1  | 30 | 14 | +16 | 21 |                         |
| 3.    | HBS Craeyenhout           | 14 | 7  | 4 | 3  | 39 | 25 | +14 | 18 |                         |
| 4.    | RAP                       | 14 | 6  | 2 | 6  | 22 | 20 | +2  | 14 |                         |
| 5.    | Ajax Sportsman Combinatie | 14 | 5  | 3 | 6  | 24 | 27 | −3  | 13 |                         |
| 6.    | HFC Haarlem               | 14 | 5  | 0 | 9  | 26 | 45 | −19 | 10 |                         |
| 7.    | Rapiditas Rotterdam       | 14 | 4  | 1 | 9  | 25 | 36 | −11 | 9  |                         |
| 8.    | Sparta Rotterdam          | 14 | 0  | 3 | 11 | 9  | 50 | −41 | 3  |                         |

### Döntő
| 1. csapat           | Össz. | 2. csapat    | 1. mérk. | 2. mérk. |
| ------------------- | ----- | ------------ | -------- | -------- |
| Victoria Wageningen | 2–2   | HVV Den Haag | 0–1      | 2–1      |

### Újrajátszás
| 1. csapat           | Eredmény | 2. csapat    |
| ------------------- | -------- | ------------ |
| Victoria Wageningen | 1–2      | HVV Den Haag |

A HVV Den Haag szerezte meg a bajnoki címet.